# Alan Serrano
Alan Índio Serrano (Passo Fundo, 31 de julho de 1953) é um médico, escritor, professor e político brasileiro. Atuou como Deputado estadual de Santa Catarina, participando de duas legislaturas após ter conseguido angariar votos que lhe garantissem a suplência.

## Biografia

### Primeiros anos
Alan Serrano nasceu em 1953 no município de Passo Fundo, no interior do Rio Grande do Sul. É filho de Dirce Ramos Serrano e Odilon Serrano, contador e figura proeminente na defesa do cooperativismo e político em Chapecó, tendo sido presidente da Câmara de Vereadores do município entre os anos de 1959 e 1962.
Apesar de ter nascido em Passo Fundo, sua vida estudantil inicia-se no município de Chapecó, estudando no Colégio Bom Pastor e posteriormente no Colégio São Francisco. Mais adiante, retornou seus estudos em Paso Fundo, ode estudou parte da sua formação ginasial no Instituto Educacional de Passo Fundo e outra no Lamar High School, em Missouri, nos Estados Unidos.

### Formação acadêmica
De volta ao Brasil, ingressou na Universidade Federal de Santa Maria (UFSM) para realizar o curso de Medicina. Formou-se na instituição no ano de 1977. Ainda pela UFSM, realizou sua residência médica na área de psiquiatria - com um período na Itália no Servizi d'Igiene Mentale Regione Toscana.
No ano de 1998, concluiu seu mestrado em psicologia pela Universidade Federal de Santa Catarina (UFSC) com a dissertação: "Onze estações e um devoto de São Jorge: discursos psicológicos num serviço de saúde mental". Também pela UFSC, doutorou-se no ano de 2003 com a tese: "Impactos da Modernidade sobre as Pulsões Autodestrutivas: Ciências Sociais e Intervenção Psiquiátrica."
Atuou como professor na Universidade do Vale do Itajaí (UNIVALI) na área de psiquiatria e psiquiatria forense de 2001 a 2016.

## Política
Filiado ao Partido do Movimento Democrático Brasileiro (PMDB), concorreu à uma vaga de Deputado Estadual de Santa Catarina na Assembleia Legislativa de Santa Catarina (ALESC), no pleito de 1982 onde recebeu 21.052 votos. Com o resultado garantiu a primeira suplência do PMDB e foi convocado para participar da 10ª Legislatura (1983-1987).
Na eleição seguinte, concorreu novamente ao cargo. Recebeu 14.341 votos, garantindo novamente a suplência do partido, foi convocado à participar da 11ª Legislatura (1987-1991) e participou da Constituinte de 1989 do estado.
No ano de 1988, candidatou-se ao cargo de Prefeito de Chapecó, onde recebeu 13.829 votos tendo ficado em segundo lugar, sendo derrotado por Milton Sander (PDS) que recebeu 17.289 votos.
Após a derrota em Chapecó, candidatou-se pela terceira vez, no ano de 1990, ao cargo de Deputado estadual pelo PMDB, onde recebeu 7.392 tornando-se suplente, porém, não foi convocado para legislatura.
Participou do governo de Pedro Ivo Campos (PMDB), tendo ocupado cargos do governo, entre eles o de Diretor Geral de Saúde. Concebeu a ideia do Centro de Atenção Psicossocial de Santa Catarina. No ano de 2013, assumiu a coordenação do Grupo Condutor da Rede de Atenção Psicossocial  (RAPS), sendo responsável pelos mais de cem CAPS do estado.

### Desempenho eleitoral
| Ano  | Cargo                               | Votos  | Resultado  | Ref.   |
| ---- | ----------------------------------- | ------ | ---------- | ------ |
| 1982 | Deputado estadual de Santa Catarina | 21.052 | Suplente   | [ 9 ]  |
| 1986 | Deputado estadual de Santa Catarina | 14.314 | Suplente   | [ 11 ] |
| 1988 | Prefeito de Chapecó                 | 13.829 | Não eleito | [ 12 ] |
| 1990 | Deputado estadual de Santa Catarina | 7.392  | Suplente   | [ 1 ]  |

## Obras publicadas
Essa é uma lista de livros publicados por Alan Serrano ao longo de sua carreira:
- Chaves do óbito autoprovocado: sua prevenção, assistência e gestão em saúde pública. Florianópolis: Insular, 2008. 312 p.[17]
- O que é medicina alternativa. São Paulo: Abril Cultural: Brasiliense, 1985. 101p.[18]
- O que é psiquiatria alternativa. São Paulo: Nova Cultural: Brasiliense, 1982. 107p.[19]